# Schleswiger Bibel (1664)

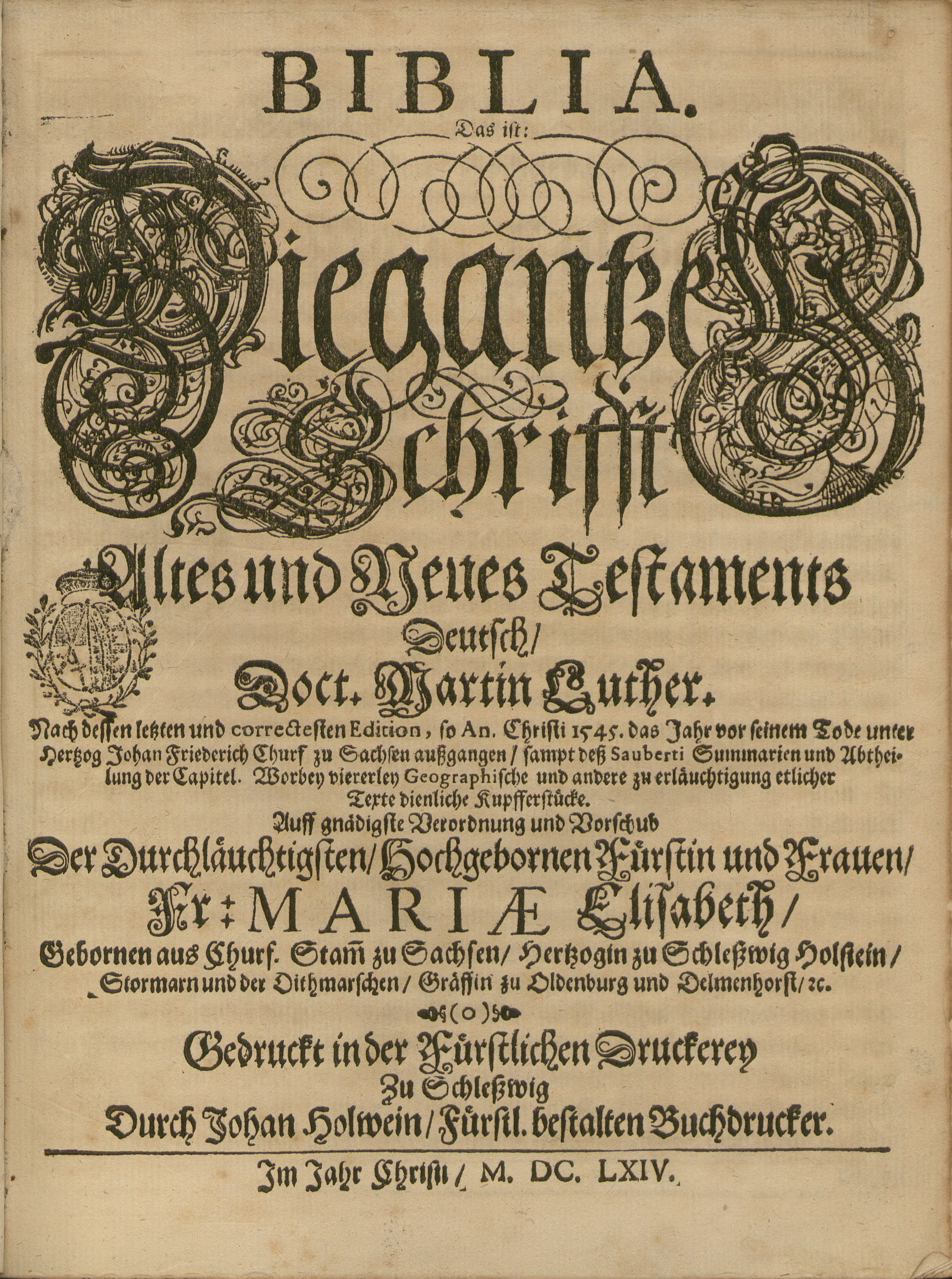
Titelseite der Schleswiger Bibel. Exemplar der Sächsischen Landesbibliothek Dresden

Die Schleswiger Bibel von 1664 (VD 17 23:322792R) ist eine Vollbibel mit dem Text der Lutherbibel von 1545. Sie wurde auf Veranlassung der Herzogin-Witwe Maria Elisabeth von Schleswig-Holstein-Gottorf in Schleswig von dem fürstlich bestallten Buchdrucker Johann Holwein gedruckt. Sie markiert für den norddeutschen Raum zusammen mit dem von Adam Olearius 1665 herausgegebenen Kirchenbuch (Agende) und dem Husumer Hofgesangbuch von 1676 den Übergang von der niederdeutschen zur hochdeutschen Kirchensprache.

## Zur Auflage
Die Auflage lag bei etwa 100 Exemplaren. Sie dienten hauptsächlich den Mitgliedern und Gästen des Schlosses vor Husum, wohin sich Maria Elisabeth nach dem Tod ihres Mannes Herzog Friedrich III. von Schleswig-Holstein-Gottorf zurückgezogen hatte. Mehrere Exemplare gelangten auch in evangelische Kirchengemeinden Schleswig-Holsteins. Während des Dänisch-schwedischen Krieges 1658–60 waren viele Kirchen im Lande ihrer Bücher und besonders auch ihrer Bibeln beraubt worden.

## Zum Text
Die Schleswiger Bibel von 1664 umfasst zwei Bände in den Größen 24,4 × 22 × 11,4 cm (erster Band) und 24,5 × 20,4 × 8,5 cm (zweiter Band) und galt damals als „zierliche“ Druckausgabe der Lutherbibel. Der erste Band enthält die Bücher von Genesis bis zum Hohelied Salomonis. Im zweiten Band sind die Propheten, die Apokryphen und das Neue Testament zu finden. Der Text entspricht „der letzten und correctesten Edition, so An. Christi 1545 das Jahr vor seinem (sc. Luthers) Tode unter Hertzog Johan Friedrich Churf. zu Sachsen außgangen“, so die Mitteilung auf dem Titelblatt.
Die letzte gründliche Bearbeitung der Bibel nahm zwei Jahre in Anspruch und dauerte vom 17. Juli 1539 bis zum Sommer 1541. Luther selbst bezeichnete die Ausgabe von 1541 als sein letztes Vermächtnis. Die Ausgabe vom Frühjahr 1545 brachte noch weitere Verbesserungen, die schon vorher angeregt waren und die auf der Wittenberger Edition von 1543 fußten. Die Bibel von 1545 gilt immer noch als die „Ausgabe letzter Hand“. Als solche erhielt sie fast kanonische Bedeutung und wird als das letzte unantastbare Vermächtnis Luthers angesehen, steht doch hinter jedem Wort noch der „lebende Luther“.
Im zweiten Band sind nach den Propheten die folgenden „Bücher so man Apokrypha nennt“ aufgenommen worden: das Buch Judith, die Buch der Weisheit, das Buch Tobit, Jesus Sirach (Ecclesiasticus), Baruch, das 1. und 2. Buch der Makkabäer, das Stück im Buch Ester, Susanna im Bade, aus dem Buch Daniel: Vom Bel zu Babel, Vom Drachen zu Babel, das Gebet Asariae, der Gesang der drei Männer im Feuerofen und das Gebet Manasse. Das 3. und 4. Buch Esra und das 3. Buch der Makkabäer sind nicht abgedruckt worden, obwohl die Ernestinische = oder Kurfürstenbibel auch diese Apokrypha veröffentlichte. Das 3. und 4. Buch Esra, zwar in der Vulgata enthalten, waren auch ursprünglich (1523) von Luther für seinen Apokryphenteil vorgesehen, 1534 jedoch von ihm gestrichen, „weil so gar nichts drinnen ist, das man nicht viel besser jmm Esopo, oder noch geringern büchern kan finden“. Auch das 3. Makkabäerbuch, das in der Vulgata fehlte, wurde von Luther abgelehnt. Bereits 1531 enthielt die Froschauerbibel sowohl das 3. und 4. Esrabuch als auch das 3. Makkabäerbuch.
Laut Titelblatt stammen die Summarien von dem Nürnberger, streng orthodoxen, lutherischen Theologen Johann Saubert d. Ä. Als Diakon zu St. Ägidien kam er 1622 nach Nürnberg, später wurde er Pastor an der Liebfrauen- und Lorenz-Kirche, dann zu St. Sebald und Senior Ministerii und Stadtbibliothekar. Als lutherischer Dogmatiker veröffentlichte er eine Vielzahl von apologetischen Schriften, so z. B. Christlich Präservativ, oder Schutz-Artzney wider solche Oerter, da öffentlich Abgötterey getrieben wird. Schon für die Erstausgabe (1641) des sogenannten Weimarischen Bibelwerks, auch Kurfürstenbibel genannt, schrieb Johann Saubert d. Ä. die kurzen Summarien, die die Kapitel des Alten und Neuen Testaments einleiten. Die Texte dieser Summarien sind wortgetreu von der Schleswiger Bibel von 1664 übernommen worden.
Die Vorreden zum Alten und Neuen Testament, obwohl nicht ausdrücklich in den Überschriften erwähnt, stammen aus der Feder Martin Luthers und entsprechen den Texten der Kurfürstenbibel.
Die Register „der Episteln und Evangelien/die man auff die nahmhafften Feste und Aposteltage lieset“ entsprechen jenen der Kurfürstenbibel. Lesungen für die folgenden Aposteltage sind vorgeschrieben: S. Andreae, Nicolai, Thomae, Stephanus, Pauli Bekehrung, Matthiae, Mariä Verkündigung, Philippi und Jacobi, Johannes der Täufer, Petri und Pauli, Mariä Heimsuchung, Mariä Magdalenä, Jacobi, Laurentii, Bartholomai, Geburt Mariä, Creutz-Erhöhung, Matthai, Michaelis, Simonis und Judae, Aller Heiligen, Catharinae.
Folgende Kupferstiche sind dem Text zugefügt:
- Wahrhafftiges Conterfeit Doct. M. Lutheri nach Cranach mahler Anno 1525 nach dem Leben gemahlet[12].
- Der Turm zu Babel zu Gen 11.
- Geographia sacra zu Gen 12.
- Moses und Aaron zu Ex 29.
- Die Stiftshütte zu Num 3.
- Die Reise der Kinder Israel aus Ägypten ins gelobte Land (2 Platten) zu Num 33.
- Der Tempel zu Jerusalem mit Vorhöfen zu 1 Kön 6.
- Der Tempel zu Jerusalem, Außenansicht, zu 2 Chr 3.
- Jesu Wanderungen zu Mt 1.
- Die Reisen des Apostels Paulus zu Apg 1.

## Zur Widmung
Die zwölfseitige Widmung (Dedicatio) für die Durchlauchtigste, Hochgeborene Fürstin Frau Maria Elisabeth, geboren aus kurfürstlichem Stamm zu Sachsen, Herzogin zu Schleswig-Holstein etc., stammt aus der Feder des schriftgewandten Adam Olearius. Geboren 1599 zu Aschersleben, diente Olearius seit 1633 dem Herzog Friedrich III. von Schleswig-Holstein-Gottorf. Olearius nahm zweimal, 1633 und 1635, als Gesandtschaftssekretär an den gottorfschen Diplomaten-Reisen nach Russland und Persien teil und schrieb die bekannte Moscowitische und Persianische Reise-Beschreibung. Schon 1639 wurde er von Friedrich III. zum Hofmathematiker und zehn Jahre später zum Hofbibliothekar ernannt.
Im Jahr 1658 geriet der Gottorfer Staat in die Wirren des dänisch-schwedischen Krieges, der die wirtschaftliche Kraft der Herzogtümer noch wesentlich nachhaltiger beeinträchtigte, als es der Dreißigjährige Krieg vermocht hatte. Der Herzog und auch Olearius wurden durch brandenburgische und polnische Truppen aus Schleswig vertrieben. Friedrich III. starb 1659 in der Festung Tönning an der Eidermündung.
Olearius beschränkte sich in den letzten Jahren seines Lebens ganz auf sein literarisches Wirken. Die Liste seiner Veröffentlichungen ist lang und vielfältig. Es entstanden auch eine Reihe religiöser Werke, die meist der Herzogin-Witwe Maria Elisabeth gewidmet waren. So z. B. eine Übersetzung des Liber de mortalitate des Kirchenvaters Cyprian, Texte aus Predigten des Gottorfer Hofpredigers und Generalsuperintendenten Johannes Reinboth (1609–1673) und einen Neudruck der Lutherbibel, der mit Rücksicht auf die nachlassende Sehkraft alter Leute – namentlich auch der Herzogin-Witwe – mit besonders großen Lettern gedruckt war.
Möglicherweise hatten die bekannten elf kurfürstlichen und fürstlichen vitae und Kupferstichportraits der sogenannten „Weimarer“ oder „Ernestinischen“ oder „Kurfürsten-Bibel“ Olearius den Anstoß gegeben, auch die Schleswiger Bibel mit neun orthodox-lutherischen Glaubenszeugnissen der geistlichen und familiären Ahnen der Herzogin-Witwe einzuleiten. Mit dem Sprichwort „Der Apffel fält nicht gerne weit vom Stamme“ einfädelnd, dokumentiert Olearius die tiefe lutherische Frömmigkeit und das religiöse Wirken der sächsischen kurfürstlichen Vorfahren.
Es war Fridericus Sapiens, Friedrich III. der Weise (1463–1525), „der weit berühmte Kurfürst zu Sachsen, der den theuren Mann Lutherum in seinen Schutz genommen ... und auf seinem Schlosse Wartburg heimlich verborgen gehalten“ und durch sein Handeln die Verbreitung des Evangeliums in den deutschen Landen ermöglichte. Ihm folgte sein Bruder Johannes Constans, der Beständige, der von 1525 bis 1532 regierte und der „den durch Thomas Müntzers Ketzerey erregten Bauern Aufruhr mit gewappneter Hand gedämpffet“. Sein Sohn Johann Friedrich I. der Großmütige, auch Magnanimus genannt, Kurfürst von 1532 bis 1547, ließ die erste Gesamtausgabe der Luther-Bibel in der hochdeutschen Übersetzung im September 1534 drucken und verlegen.
Die folgenden sechs Kurfürsten werden als direkte Vorfahren der Herzogin-Witwe vorgestellt: Herzog Heinrich der Fromme, Sohn des Alberti Bellicosi, des Streitbaren; Kurfürst Moritz der Große (Mauritius Magnus), der Sohn des Heinrici Pii; und Kurfürst August, der Bruder und Nachfolger von Moritz, der nach Annahme der lutherischen Konkordienformel von 1577 veranlasste, die kursächsische Normalbibel zu verlegen. Von August wird berichtet, dass er „einst in vier Wochen die gantze Bibel/wie auch in anderthalb Monaten alle zwölf Tomos Lutheri nach einander/und manchen Tag bey 100 Blettern durchgelesen und Ihm vorlesen lassen“.
Ihm folgte sein Sohn Christian I., der wie sein Vater sich gegen die calvinistische Irrlehre wandte und sie mit allen Mitteln bekämpfte. Im selben anti-calvinistischen Geist unterstützte auch Kurfürst Christian II., der älteste Sohn von Christian I., die Werke der lutherischen Orthodoxie im Lande. Die Liste der kurfürstlichen Glaubenszeugen schließt mit dem „höchstlöblichen Kurfürsten Johan Georgen, dem Vater der Herzogin-Witwe“. War es doch die beispielhafte Frömmigkeit und der vorbildliche Glaube an die reine lutherische Lehre dieser kurfürstlichen Vorfahren, die Olearius der Witwe ans Herz legte.

## Zur Titelblatt-Illustration

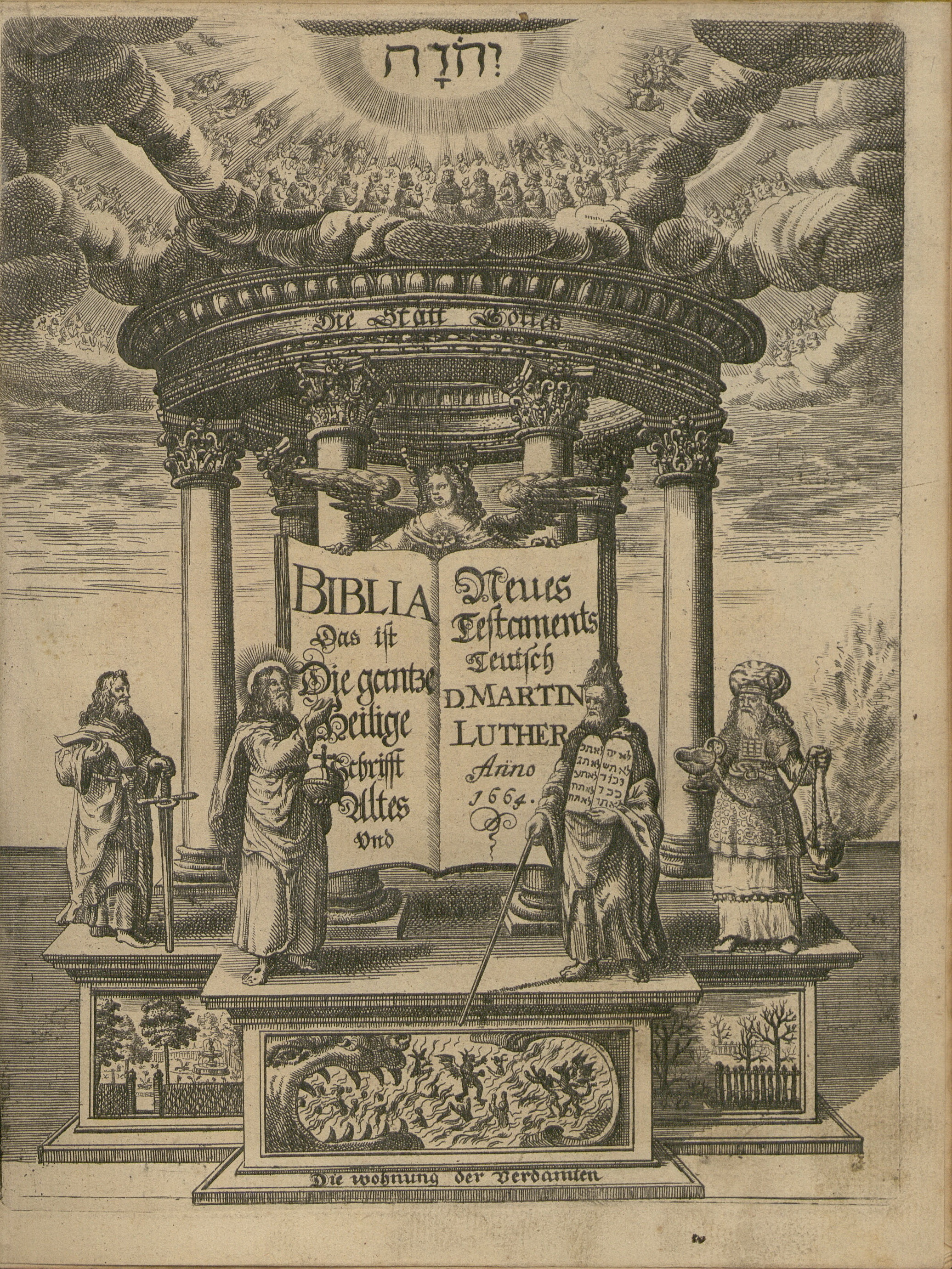
Kupfertitel der Schleswiger Bibel. Exemplar der Sächsischen Landesbibliothek Dresden

Das Thema der Illustration ist „Die Statt Gottes“. Vor einer von sieben Säulen getragenen Rotunde auf einem Sockel stehen vier Personen: Ganz links der Apostel Paulus, der in seiner rechten Hand ein aufgeschlagenes Buch hält und sich mit der linken Hand auf ein Schwert stützt. Neben ihm steht Jesus Christus, umgeben von einem Strahlennimbus. Er trägt in der rechten Hand den globus cruciger, den Reichsapfel mit dem Kreuz. Auf der rechten Seite steht Moses als Repräsentant des Alten Bundes. In der rechten Hand hält er die beiden steinernen, mit hebräischen Buchstaben versehenen Gesetzestafeln. In der linken Hand hält er den Stab, mit dem er nicht nur das Rote Meer teilte (Ex 14,16), sondern auch aus dem Felsen Wasser schlug (Ex 17,6). Ganz rechts steht Aaron, der Bruder des Moses und erster Hohepriester des Alten Bundes. Bekleidet ist er mit dem Purpurrock und den Glöckchen daran und dem Brustschild mit den zwölf Edelsteinen. In der Hand hält er das Rauchfass. Auf dem Haupt trägt er einen turbanartigen hohen Hut (Ex 28).
Im Himmel erscheint das Tetragramm, der in vier hebräischen Buchstaben geschriebene Gottesname Jahwe. Strahlen fallen auf die himmlischen Heerscharen und auf die zwölf Apostel, die auf den Wolken sitzen. Vom Dach der Rotunde ist lediglich die Zierleiste zu sehen. Sie ist gebildet von der klassischen Eierstab-Dekoration. Über einem Zierstreifen (Astragal) steht der Text: „Die Statt Gottes“. Ein Erzengel hält mit beiden Händen ein aufgeschlagenes Buch mit folgendem Text: „BIBLIA Das ist Die gantze Heilige Schrifft Altes und Neues Testaments Teutsch D. Martin Luther Anno 1664“.
Die Vorderseite des Sockels zeigt drei Darstellungen. In der Mitte „die Wohnung der Verdamten“. Links ist der Höllenrachen, der durch einen Drachenschlund dargestellt ist, in den Teufelchen die Verdammten treiben. Links und rechts davon sind die ikonographischen Allegorien der reformatorischen Dialektik von Gesetz und Evangelium, Sünde und Gnade, Tod und Leben, zu sehen. Auf der linken Evangeliums- oder Gnaden-Seite stehen in der Mitte zwei belaubte Bäume und ein lebenspendender Brunnen. Auf der rechten Seite sind die Bäume abgestorben und symbolisieren das Gesetz, die Sünde und den Tod.

## Zur Druckerei
Die Stadt Schleswig besaß im Jahre 1635 eine leistungsfähige Druckerei des Jakob zur Glocken, der noch ein Verlag, ein Sortiment und eine Buchbinderei angegliedert waren. Jakob zur Glocken druckte und verlegte außer plattdeutscher Literatur auch die viel begehrten Werke der Reiseschriftsteller Johann Albrecht von Mandelslo und Adam Olearius sowie theologische Werke und amtliche Drucksachen. Der kunstsinnige Herzog Friedrich III. von Schleswig-Holstein-Gottorf unterstützte die Druckerei mit Aufträgen und Privilegien und verlieh ihr den Titel „Fürstliche Hofdruckerei in Schleswig“. Auch sein Sohn Christian Albrecht, der Gründer der Universität Kiel, hatte wissenschaftliche Neigungen, die sich in Aufträgen an die Druckerei äußerten.
Im Jahre 1650 verlegte Jakob zur Glocken ein theologisches Werk, das von Johann Holwein gedruckt wurde. Es ist anzunehmen, dass Holwein in diesem Jahr die Druckerei übernommen hatte, während der Verlag noch bei dem früheren Besitzer blieb.
Johann Holwein war um 1615 in Wolfenbüttel geboren, lernte dort bei seinem Vater die Druckkunst und ging dann mit ihm nach Celle. Seit dem Jahr 1650 ist er in Schleswig durch den oben angegebenen Druck bekannt. Dort erwarb er ein eigenes Haus und wurde im Jahre 1658 Fürstlicher Hofdrucker. Danach hat sich Jakob zur Glocken ganz von seinen Geschäften zurückgezogen. Wann er gestorben ist, ist nicht überliefert.
Nachdem Holwein bis zum Jahr 1663 mehrere theologische und auch Werke von Mandelslo und Olearius herausgebracht hatte, druckte er 1664 auf Kosten der verwitweten Herzogin Maria Elisabeth die Schleswiger Bibel nach der Übersetzung Martin Luthers, die dadurch besonders bemerkenswert ist, dass sie Landkarten und Kupferstiche enthält und der Bibeltext in einer schönen, sehr großen Fraktur gedruckt ist, so dass er auch von schwachen Augen gelesen werden kann.
Um die Herstellung der Bibel waren also eine fromme Herzogin, ein bekannter Schriftsteller und Bibliothekar und ein bedeutender Drucker besorgt. Die Bibel ist vollständig in zwei Bänden mit schönen Einbänden in der Königlichen Bibliothek zu Kopenhagen und auch in der Sächsischen Landesbibliothek zu Dresden vorhanden, die sie wahrscheinlich von der Herzogin als Geschenk erhalten hatte.